# 拳銃王
『拳銃王』（けんじゅうおう、The Gunfighter）は1950年のアメリカ合衆国の西部劇映画。
ヘンリー・キング監督の作品。主演のグレゴリー・ペックはそれまでの知性的なイメージとは正反対の役に挑戦し、リンゴ・キッドをモデルにしたアウトローを演じている。
第23回アカデミー賞では原案賞にノミネートされた。

## キャスト
※括弧内は日本語吹替（初回放送1969年3月8日『土曜映画劇場』）
- ジミー・リンゴ：グレゴリー・ペック（城達也）
- ペギー：ヘレン・ウェスコット（渡辺知子）
- マーク保安官：ミラード・ミッチェル（早野寿郎）
- モリー：ジーン・パーカー
- マック：カール・マルデン（島宇志夫）
- ハント：スキップ・ホメイヤー
- デブリン夫人：エレン・コービイ
- エディ：リチャード・ジャッケル

※字幕翻訳：関美冬（VHS、DVD版）、高内朝子（プレミアムシネマ版）

## スタッフ
- 監督：ヘンリー・キング
- 製作：ナナリー・ジョンソン
- 原作：アンドレ・ド・トス、ウィリアム・ボワーズ
- 脚本：ウィリアム・ボワーズ、ウィリアム・セラーズ
- 撮影：アーサー・C・ミラー
- 編集：バーバラ・マクリーン
- 音楽：アルフレッド・ニューマン